# Eton Place Dalian
L'Eton Place Dalian è un complesso di grattacieli che si trova a Dalian, Cina. Composto da 3 torri principali è il centro nevralgico del commercio della città.

## Caratteristiche
Costruite tra il 2008 e il 2015, il gruppo di Eton Place è sia ad uso di residenziale (hotel ed appartamenti) sia ad uso commerciale. La torre più alta ad oggi è l'edificio più alto della città, il decimo grattacielo più alto della Cina, il ventunesimo di tutta l'Asia e il venticinquesimo del mondo.

## Torre 1
Costruita tra il 2010 e il 2015 ma inaugurata nel 2016 è l'unico edificio non provvisto di appartamenti. Presenta però un hotel con 728 camere che occupa la metà dell'edificio e che ne fa anche uno degli alberghi più grandi della Cina.

## Torre 2
Costruita tra il 2008 e il 2014 e inaugurata nel 2015 è ad uso principalmente residenziale. Alta 275,5 metri è il secondo edificio più alto della città dopo la vicina Torre 1.

## Torre 3
Costruita in soli 2 anni tra il 2008 e il 2010, anche se il nome fa intuire che si tratti di unico grattacielo in realtà questo e un complesso di più edifici residenziali gemelli che si trovano di fronte alle più alte torri commerciali. Tutti alti intorno ai 147 metri presentano circa 500 appartamenti (divisi equamente tra le torri) e 42 piani ciascuna.